# Hella Keem
Hella Keem, estonska lingvistka in etnologinja, * 6. april 1915 Keema, † 27. december 1997, Tartu.
Med letoma 1936 in 1943 je študirala estonščino, etnografijo in ugrofinske jezike na Univerzi v Tartuju. Po nemški okupaciji med drugo svetovno vojno so jo leta 1943 aretirali in jo za eno leto zaprli. Leta 1945 so jo po sovjetski okupaciji ponovno aretirali in zaprli. Iz zapora je bila izpuščena leta 1950. Med letoma 1957 in 1993 je delala kot asistentka v laboratoriju na Akademiji znanosti Estonske SSR na Inštitutu za jezik in književnost.
Njeno glavno področje dela je bilo raziskovanje dialektov Tartu in Võro. V času svojega dela je zbrala 223.000 narečnih besed, 4000 strani besedil, poleg tega pa je posnela za 690 ur materiala.
Nagrade:
- 1990: Wiedemannova jezikoslovna nagrada[2]

## Dela
- Tartu murde tekstid. Eesti murded III (1970)
- Tartumaa saja-aastaste jutud (1995)
- Võru keel (1997)
- Johannes Gutslaffi grammatika eesti keel ja Urvaste murrak (1998, in the book: J. Gutslaff. Grammatilisi vaatlusi eesti keelest)
- Võru murde tekstid. Eesti murded VI (2002, with I. Käsi)